# Narasinga Muniyaraiyar Nayanar

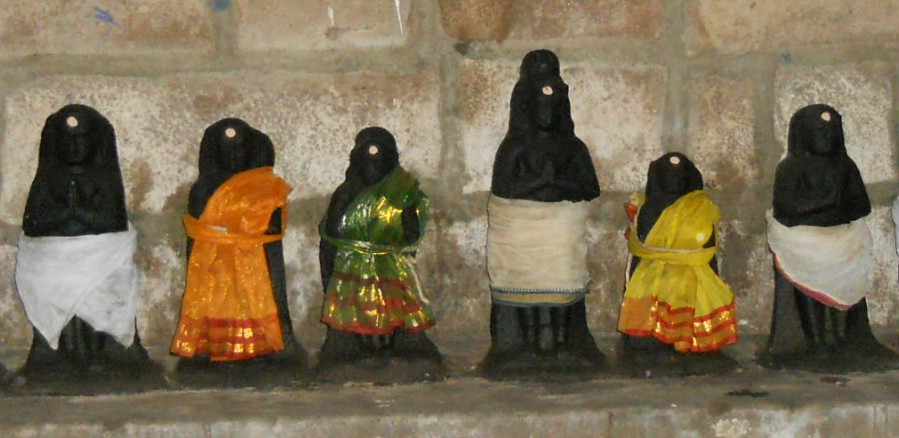
Familia de Sundarar (l-> d): Sadaya Nayanar (padre), Isaignaniyar (madre), Paravai Nachiyar (esposa), Sundarar, Sangili Nachiyar (esposa), Narasinga Muniyaraiyar (padre adoptivo)

Narasinga Muniyaraiyar Nayanar es el santo nayanar número 40. Las hagiografías tradicionales como Periya Puranam del siglo XIII d. C. y Thiruthondar Thogai del siglo X d. C. detallan su vida legendaria y sus servicios al dios hindú Shiva.

## Hagiografía
Narasinga Muniyaraiyar Nayanar era el jefe del estado Tiru Munaipadi. Muniyaraiyar el santo era contemporáneo de Sundarar. Swami Sadananda señala que Sundarar vivió pocas generaciones después de Sambandar y Thirunavukkarasar  También se sabe que el santo vivió en Tirunavalur (Tirunamanullur), Narasinga Muniyaraiyar fue el padre adoptivo de Sundarar. El santo crio a Sundarar como un príncipe.
El jefe era el gran devoto de Shiva y la gente estaba feliz durante su reinado. Él arreglaría pujas especiales en los templos de Shiva en cada día de la estrella de Thiruvathirai Ardra (nakshatra). En esta víspera estaba recibiendo devotos de Saiva. Los devotos solían untar con cenizas sagradas en sus cuerpos. En la víspera de la Puja los devotos eran alimentados suntuosamente con la fiesta real. Al final de la fiesta estaba donando más de cien monedas de oro a cada devoto.
Hubo un día de pruebas para el cacique. Dios ha escogido el día específico para revelar la fe y la devoción de Narasinga Muniyaraiyar. En uno de esos días de puja de Thiruvathirai, un devoto asistió a la puja con cenizas sagradas untadas en su cuerpo desnudo. Su presencia dio lugar a inusuales perturbaciones entre otros devotos. En vez de desarrollar detestación por la desnudez, Muniyaraiyar comprendió correctamente la cantidad de autocontrol y actitud de desapego desarrollada por el devoto dentro de sí mismo. Dio la respetuosa bienvenida postrándose ante el santo y sirvió el banquete real con mucha hospitalidad. El cacique también extendió 200 monedas de oro al devoto. La reverencia y el respeto mostrado por Narasinga Muniyaraiyar se ganaron la gracia benigna de Shiva y el santo fue liberado del ciclo de renacimiento.
El mes Tamil Purattasi —La estrella de Sadayam Shatabhishak o Shatataraka — es ampliamente celebrada como el Día del Gurú Puja de Narasinga Muniyaraiyar Nayanar.